# Sárgászöld pereszke
A sárgászöld pereszke (Tricholoma equestre) az osztatlan bazídiumú gombák (Homobasidiomycetes) osztályának kalaposgombák (Agaricales) rendjébe, ezen belül a pereszkefélék (Tricholomataceae) családjába tartozó faj.

## Előfordulása
A sárgászöld pereszke előfordulási területe inkább Nyugat-Európában és az Egyesült Királyságban van. Magyarországon ritka.

## Megjelenése
A 4-13 centiméteres átmérőjű kalapjának a színe élénksárga vagy sárgászöld, idősebb korára megbarnul; a szélei pedig lehajolnak, lógnak. A lemezek kénsárgák, később halvány sárgává válnak. A tönkje 4-10 centiméter hosszú és 1-2,5 centiméter átmérőjű. A tönk henger alakú és mint a gomba többi része, szintén sárgászöldes; példánytól függően lehet sima vagy pikkelyes felületű. A fehér spórája 5-8,5 x 3-6 µm méretű és elliptikus alakú.

## Életmódja
Ez a hazánkban ritka gombafaj a savanyú talajokat kedveli. Szeptembertől novemberig található. Fogyasztása izomsorvadást okozhat.